# 853
853 foi um ano comum do século IX, que teve início e fim a um domingo, no Calendário juliano. A sua letra dominical foi A.
| Ano completo                    |
| ------------------------------- |
| Ano comum com início ao domingo |

## Eventos
O primeiro livro é impresso na China
Possível eleição da Papisa Joana